# Malita
Malita is een gemeente in de Filipijnse provincie Davao Occidental op het eiland Mindanao. Bij de laatste census in 2007 had de gemeente ruim 106 duizend inwoners.

## Geografie

### Bestuurlijke indeling
Malita is onderverdeeld in de volgende 30 barangays:
| - Bito - Bolila - Buhangin - Culaman - Datu Danwata - Demoloc - Felis - Fishing Village - Kibalatong - Kidalapong | - Kilalag - Kinangan - Lacaron - Lagumit - Lais - Little Baguio - Macol - Mana - Manuel Peralta - New Argao | - Pangaleon - Pangian - Pinalpalan - Poblacion - Sangay - Talogoy - Tical - Ticulon - Tingolo - Tubalan |

## Demografie
Malita had bij de census van 2007 een inwoneraantal van 106.135 mensen. Dit zijn 6.135 mensen (6,1%) meer dan bij de vorige census van 2000. De gemiddelde jaarlijkse groei komt daarmee uit op 0,82%, hetgeen lager is dan het landelijk jaarlijks gemiddelde over deze periode (2,04%). Vergeleken met de census van 1995 is het aantal mensen met 22.678 (27,2%) toegenomen.

De bevolkingsdichtheid van Malita was ten tijde van de laatste census, met 106.135 inwoners op 883,37 km², 120,1 mensen per km².